# سلطان بن محمد القاسمی
دکتر سلطان بن محمد بن صقر القاسمی در ۲ ژوئیه سال ۱۹۳۹ در شهر شارجه به دنیا آمد. او از سال ۱۹۷۲ تا کنون امیر شارجه در امارات متحده عربی است. خاندان وی (القواسم) در قرن ۱۸ میلادی از نجد در شبه جزیره عربستان به مناطق ساحلی جنوبی خلیج فارس، شارجه و راس الخیمه مهاجرت کردند. وی دارای دو درجه دکترا در تاریخ و جغرافیای سیاسی است و به‌عنوان استاد در دانشگاه اکستر و دانشگاه قاهره تدریس کرده است. در سال ۲۰۲۰ فیلمی تاریخی با عنوان خورفکان بر اساس کتاب مقاومت خورفکان در برابر حمله پرتغالی‌ها نوشته دکتر سلطان القاسمی منتشر شد.

## دوران اولیه زندگی و تحصیل
مادر او سلطان مریم بنت شیخ غانم الشمسی (۱۹۱۵–۲۰۱۰) بود. چهار برادر و دو خواهر دارد: خالد، شیخ صقر، عبدالعزیز، عبدالله، شیخه و نعمه.
در سال ۱۹۴۸ در سن ۹ سالگی در مدرسه اصلاح عاص قاسمیه ثبت نام کرد. القاسمی پس از پایان تحصیلات ابتدایی و متوسطه خود در شارجه، کویت و دبی، به تحصیل در رشته مهندسی کشاورزی در دانشگاه قاهره پرداخت و در سال ۱۹۷۱ فارغ‌التحصیل شد. وی در سال ۱۹۸۵ دکترای تاریخ را در دانشگاه اکستر به پایان رساند. و دکترای دوم خود را در جغرافیای سیاسی در دانشگاه دورهام در سال ۱۹۹۹ دریافت کرد.

## حرفه سیاسی
در دسامبر ۱۹۷۱، سلطان به عنوان اولین وزیر آموزش امارات منصوب شد. سلطان پس از ترور برادرش در ۲۵ ژانویه ۱۹۷۲، جانشین خالد بن محمد القاسمی به عنوان امیر شد. در سال ۱۹۹۷ رئیس دانشگاه آمریکایی شارجه شد و در سال ۱۹۹۸ به عنوان استاد مدعو در دانشگاه اکستر انتخاب شد. در سال ۲۰۰۸ استاد مدعو در دانشگاه قاهره شد. سلطان پنجاهمین سالگرد به سلطنت رسیدن خود را در ۲۵ ژانویه ۲۰۲۲ جشن گرفت.

## خانواده
با همسر اول:
عزه بنت سلطان قاسمی
محمد بن سلطان القاسمی (۱۹۷۴–۱۹۹۹). او ولیعهد بود. پس از مصرف بیش از حد هروئین در بریتانیا، در ۳ آوریل ۱۹۹۹ در سن ۲۴ سالگی درگذشت.
با همسر دوم:
بودور بنت سلطان (متولد ۱۹۷۸)، وی با سلطان بن احمد القاسمی ازدواج کرده و دارای سه فرزند است.
نور بنت سلطان (متولد ۱۹۷۹)
حور بنت سلطان (متولد ۱۹۸۰)
خالد بن سلطان (۱۹۸۰–۲۰۱۹)، مالک برند لباس قاسمی در انگلیس که در سن ۳۹ سالگی در لندن درگذشت. به گفته پزشکی قانونی، مرگ او 'مرتبط با مواد مخدر' بود، زیرا 'آزمایش‌ها ی سم‌شناسی نشان داد که خالد سطوح بالایی از GHB و مقادیر 'تفریحی' کوکائین در سیستم خود داشت.
سلطان در ماه مه ۲۰۱۸ دستور تأسیس مرکز ترک اعتیاد و بازپروری «ایرادا» در شارجه را صادر کرد تا از این طریق به بهبود وضع جوانان کمک کند.

## جوایز و افتخارات
- ارمنستان -  نشان افتخار جمهوری ارمنستان